# Палладиймагний
Палладиймагний — бинарное неорганическое соединение
палладия и магния
с формулой MgPd,
кристаллы.

## Получение
- Сплавление стехиометрических количеств чистых веществ:

{\displaystyle {\mathsf {Pd+Mg\ {\xrightarrow {700^{o}C}}\ MgPd}}}

## Физические свойства
Палладиймагний образует кристаллы
кубической сингонии,
пространственная группа P m3m,
параметры ячейки a = 0,3175 нм, Z = 1,
структура типа хлорида цезия CsCl
.
Соединение образуется по перитектической реакции при температуре 700°C (1003°C)
и имеет область гомогенности 46,9÷53,5 ат.% палладия.

## Применение
- Используется как катализатор [4][5].